# The Stylistics
Gli Stylistics sono un gruppo soul-R&B statunitense, originario di Filadelfia, in attività dalla fine degli anni sessanta ed in auge soprattutto negli anni settanta.
Esponenti del genere noto come "Philadelphia Soul" , sono stati - insieme agli Spinners e agli O'Jays - uno dei principali gruppi di questa corrente musicale tra quelli appartenenti alla "scuderia" del produttore Thom Bell, nonché uno dei gruppi soul di maggiore successo nella prima metà degli anni settanta.
Attuali componenti sono:  Herbie Murrell, Airrion Love, Van Fields e Harold 'Eban' Brown. Ex-componenti sono: Russell Thompkins Jr., James Dunn, James Smith e Raymond Johnson.

La formazione originale si caratterizzava per le esecuzioni in falsetto di Russell Thompkins Jr.
In totale gli Stylistics hanno pubblicato una sessantina di album (raccolte comprese), il primo dei quali è l'album eponimo del 1971.

Tra i loro brani più rappresentativi, figurano:  You're a Big Girl Now (1971), I'm Stone in Love with You (1973; il cui testo è stato scritto da Linda Creed), You Make Me Feel Brand New (1974; altro brano scritto da Linda Creed e di cui sono state incise delle cover da vari cantanti e gruppi, tra cui i Simply Red), ecc.
Sono inclusi nella Vocal Group Hall of Fame (dal 2004).

## Storia
Il gruppo nacque a Filadelfia, nel 1966 (o 1968) dallo scioglimento di gruppi quali The Percussions (gruppo al quale appartenevano James Dunn e Herbie Murrell)  e The Monarchs (al quale appartenevano Russell Thompkins Jr., James Smith, ed Airrion Love).
Il gruppo fu scoperto nel 1971 da Bill Perry, che nel 1971  investì 500 dollari per produrre a livello locale il loro primo disco, You're a Big Girl Now, disco che a Filadelfia fu subito un successo.
In seguito, iniziarono a lavorare per la Avco Records e a collaborare con il produttore Thom Bell.

Iniziarono così ad incidere brani scritti da Linda Creed quali Betcha by Golly, Wow, I'm Stone in Love with You, You Make Me Feel Brand New, ecc.
Dal 1974, dopo l'incisione di You Make Me Feel Brand New, cessò la collaborazione con Bell ed iniziò quella con Van McCoy.
Nel 1980, alcuni componenti, quali James Dunn e James Smith, lasciarono il gruppo.

Da allora, gli Stylistics hanno iniziato ad esibirsi per lo più in spettacoli revival.

## Formazione

### Membri attuali
- Harold 'Eban' Brown
- Van Fields
- Arrion Love, nato a Filadelfia il 10 ottobre 1951
- Herbie Murrell, nato a Lane, Sud Carolina, il 27 aprile 1949

### Membri del passato
- James Dunn, nato a Filadelfia il 4 febbraio 1950
- Raymond Johnson
- James Smith, nato a New York il 10 giugno 1950
- Russell Thompkins Jr., nato a Filadelfia il 21 marzo 1951

## Discografia parziale

### Album
- 1971: The Stylistics (Avco Records) - US Pop #23, US R&B #3 (Disco d'oro)
- 1972: Round 2 (Avco) - US Pop #32, US R&B #3 (Disco d'oro)
- 1973: Rockin' Roll Baby (Avco) - US Pop #66, US R&B #5, UK #42
- 1974: Let's Put It All Together (Avco) - US Pop #14, US R&B #4, UK #26 (Disco d'oro)
- 1974: Heavy (Avco) - US Pop #43, R&B #8
- 1974:  Greatest Love Hits
- 1975: From the Mountain (Avco) - UK #36
- 1975: Thank You Baby (Avco) - US Pop #72, US R&B #9, UK #5
- 1975: You Are Beautiful (Avco) - US Pop #99, US R&B #12, UK #26
- 1975: The Best of the Stylistics (H&L) - US #41, US R&B #13, UK #1
- 1976: Fabulous (H&L) - US Pop #117, US R&B #32, UK #21
- 1976: The Best of the Stylistics, Vol. 2 (H&L) - UK #1
- 1977: Once Upon a Juke Box (H&L) - US R&B #45
- 1978: In Fashion (Mercury) - US R&B #43
- 1978: Wonder Woman (Mercury)
- 1979: Love Spell (Mercury)
- 1980: Hurry Up This Way Again (Philadelphia International) - US Pop #127, US R&B #11
- 1981: Closer Than Close (Philadelphia International) - US R&B #44
- 1981:  All About Love
- 1982: 1982 (Philadelphia International)
- 1985: Some Things Never Change (Streetwise) - US R&B #63
- 1991: The Greatest Hits of the Stylistics (Unidisc) - UK #34
- 1991: Love Talk (Amherst) - US R&B #65
- 1992: Christmas (Amherst)
- 1996: Love Is Back in Style (Marathon)
- 2005: The Very Best of the Stylistics…and More! (Amherst)
- 2007: The Very Best of the Stylistics (Universal)

### Singoli
- You're a Big Girl Now - 1971 - EUA #73*
- Stop, Look, Listen (To Your Heart) - 1971 - EUA #39
- You Are Everything - 1971 - EUA #9
- Betcha by Golly, Wow - 1972 - EUA #3, GBR #13
- People Make the World Go Round - 1972 - EUA #25
- I'm Stone in Love with You - 1972 - EUA #10, GBR #9
- Break Up to Make Up - 1973 - EUA #5, GBR #34
- You'll Never Get to Heaven (If You Break My Heart) - 1973 - GBR #23
- Peek-a-Boo - 1973 - GBR #35
- Rockin' Roll Baby - 1973 - EUA #14, GBR #6
- You Make Me Feel Brand New - 1974 - EUA #2, UK #2
- Let's Put It All Together - 1974 - US #18, UK #13
- Heavy Fallin' Out - 1974 - US #41
- Star on a TV Show - 1975 - US #47, UK #12
- Thank You Baby - 1975 - US #70
- Sing Baby Sing - 1975 - UK #3
- I Can't Give You Anything (But My Love) - 1975 - US #51, UK #1
- Na-Na Is The Saddest Word - 1975 - UK #5
- Funky Weekend - 1976 - US #76, UK #10
- You Are Beautiful - 1976 - US #79
- Can't Help Falling in Love - 1976 - UK #4
- Sixteen Bars - 1976 - UK #7
- You'll Never Get to Heaven'' - 1976 - UK #24
- We Can Make Happen Again - 1976
- $7000 and You - 1977 - UK #24
- Give a Little Love for Love - 1984